# Burg Truppach
Die Burg Truppach war eine Wasserburg und ist heute ein Schloss im Gemeindeteil Truppach der Gemeinde Mistelgau im oberfränkischen Landkreis Bayreuth.

## Geschichte
Die Familie von Truppach wurde bereits 1059 (als „de Trubaha“) beurkundet. Sie gilt als Gefolgsleute der Walpoten und aus ihr ging später eine niederadelige Schicht reichsfreier Ministerialen hervor. Im Landbuch des Amtes Bayreuth von 1499 sind für den kleinen Ort Truppach zwei Adelssitze genannt: Einer gehörte der Familie von Aufseß, der andere nachweislich seit 1380 der Familie von Truppach. Letzterer wurde wenig später aufgegeben und Klaus von Truppach zog nach Alladorf. Die Familie von Truppach zählte zur Reichsritterschaft und war im Ritterkanton Gebürg organisiert. Sie starb 1550 aus.
Weiter ist bekannt, dass bereits 1380 die Wasserburg zu Truppach, benannt nach dem Bach Truppach, im Besitz von Conrad dem Älteren zu Christanz aus dem Haus Groß von Trockau war.

### Das Schicksalsjahr 1523
In der Mitte des 16. Jahrhunderts entführte der Raubritter Hans Thomas von Absberg Kaufleute aus Reichsstädten in Franken und Schwaben auf ihren Handelsreisen und verlangte ein hohes Lösegeld für ihre Freilassung. Um die wachsende Gefahr der Gefangennahme durch Truppen des Schwäbischen Bundes zu verringern, suchte er sich Verbündete, die ihn bei seinen Raubzügen unterstützten und bei Gefahr seine Gefangenen auf ihren Burgen versteckten. Auch Wolf Heinrich von Aufseß gehörte dazu. 1523 sandte der Bund seine Truppen aus, um insgesamt 23 Raubnester dem Erdboden gleichzumachen. Die Truppen des Bundes, die aus 10.000 Fußsoldaten und 1.000 Reitern bestanden, führten 100 Kanonen, 30 Büchsen und 900 Zentner Schwarzpulver als Bewaffnung mit sich. Am 4. Juli erreichten sie die Burg Truppach und sprengten sie, um die Rückkehr derer von Truppach zu verhindern.

### Die Jahrhunderte danach
Mit Hilfe des Bischofs von Bamberg, der das Bauholz bewilligte, konnte die Burg wenig später wieder aufgebaut werden. Friedrich von Vietinghoff erwarb das Schloss im Jahre 1792 und ließ einige kleinere Änderungen vornehmen. 1830 fiel es der Familie von Aufseß in die Hände, die es allerdings schon zehn Jahre später an Johann Georg Brey weiterverkaufte. Über die weitere Geschichte des Schlosses ist nichts bekannt, da ein späterer Besitzer aus ungeklärten Gründen alle Aufzeichnungen verbrannte. Das Schloss befindet sich heute in Privatbesitz. Das Erdgeschoss ist modernisiert und wird bewohnt. Das Treppenhaus und der erste Stock sind noch weitgehend in originalem, aber unbewohnbarem  Zustand; das Dachgeschoss ist teilrenoviert und ebenfalls unbewohnt.

## Der Holzschnitt des Hans Wandereisen

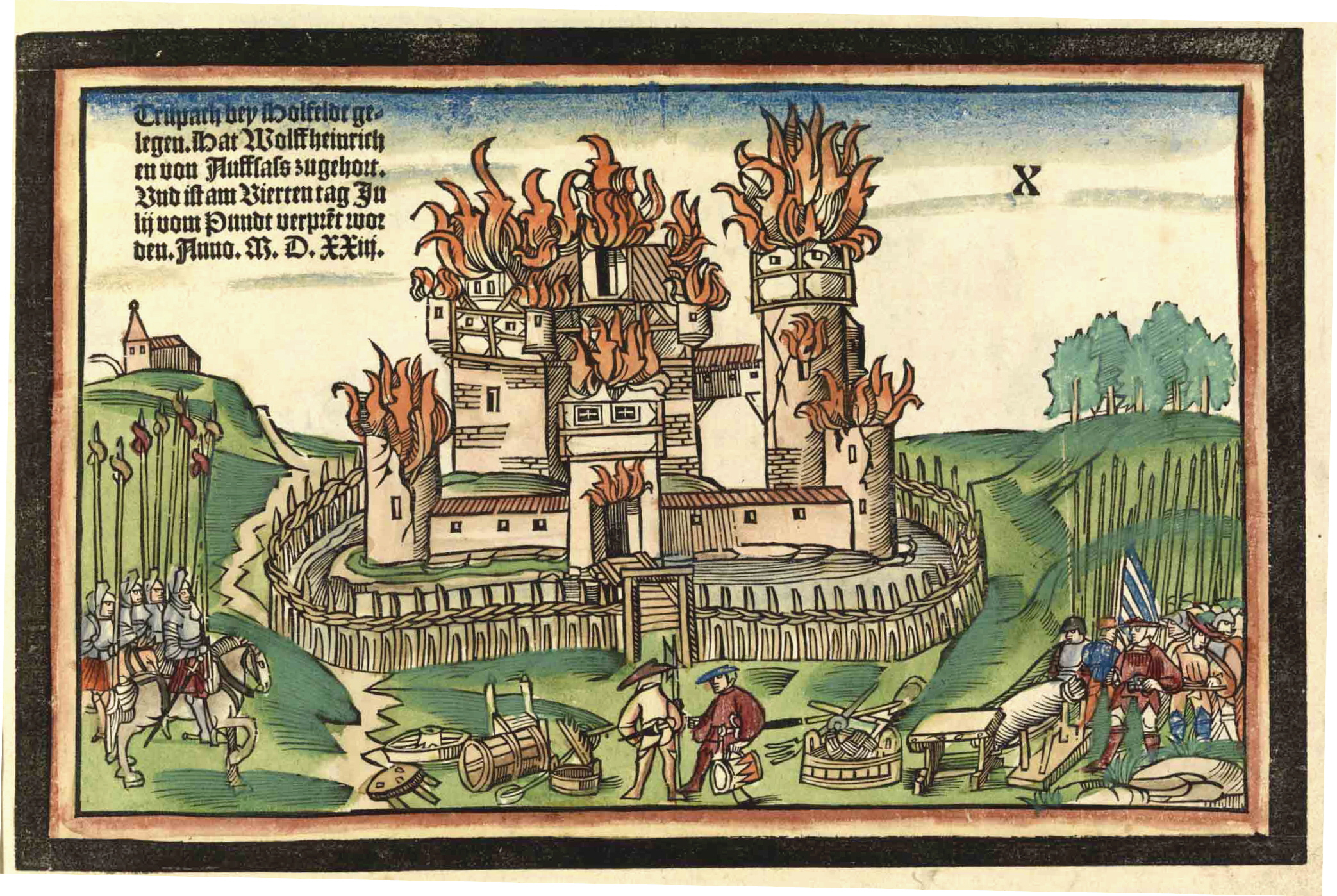
Der Holzschnitt aus dem Bamberger Burgenbuch

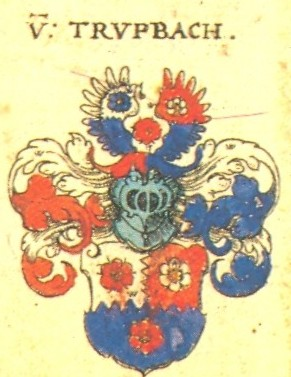
Das Wappen der Familie Truppach in Siebmachers Wappenbuch

Die Niederungsburg war durch einen Palisadenzaun und einen umlaufenden Wassergraben geschützt. An den Ecken der inneren Burgmauer ist je ein Türmchen zu erkennen. Das eigentliche Burgtor ist verhältnismäßig groß und trägt ein kleines Gebäude. Der Palas besteht aus mehreren Stockwerken. Das unterste besitzt massive  Steinmauern, die nur eine Fensteröffnung an der linken Seite haben. Die oberen Stockwerke sind in Fachwerk errichtet. Auch am Palas ist an jeder Ecke ein Scharwachttürmchen zu erkennen. Ein Turm in der Dachmitte weist wie die Waldsteinburg eine ungewöhnlich große Öffnung auf. Der Bergfried befindet sich in der rechten Hälfte der Anlage und ist nur durch einen Gang vom Palas aus erreichbar. Auch er besteht im oberen Teil aus Fachwerk. An der rechten Seite ist eine Pechnase zu erkennen. Die Truppen des Bundes aus fünf Reitern links und gut 30 Fußsoldaten rechts haben die Burg gerade ausgeräumt und die gefundenen Gegenstände vor der Anlage ausgebreitet. Ein Trommler und ein höherer Offizier begutachten in der Mitte die gefundenen Gegenstände. Die bündische Fahne, eigentlich rot-weiß, ist hier blau-weiß dargestellt, was auf eine fehlerhafte Kolorierung zurückzuführen sein dürfte. In der linken oberen Ecke ist eine Kapelle zu erkennen.